# Sakizō Yai
Sakizō Yai (jap. 屋井 先蔵 Yai Sakizō; ur. 13 stycznia 1864 r. w Nagaoce, zm. 1 czerwca 1927 r.) – japoński przedsiębiorca i wynalazca.

## Życiorys
Urodził się w 1864 r. w domenie Nagaoka, w ówczesnej prowincji Echigo (obecnie miasto Nagaoka w prefekturze Niigata). W wieku 13 lat został uczniem w sklepie z zegarami w Tokio. Mając 23 lata, opracował zegar na baterie, który opatentował w 1891 r. (japoński patent nr 1205). Był to pierwszy japoński patent związany z elektrycznością, jednakże zastosowana w urządzeniu bateria była ogniwem Daniella, które wymagało nadzoru i stawało się bezużyteczne w przypadku zamarznięcia. Z tego powodu Yai podjął się opracowania suchej baterii.
Yai prowadził badania nocami, a w dzień pracował w firmie, pozwalając sobie przez trzy lata tylko na trzy godziny snu na dobę. Ponadto podjął pracę w laboratorium uniwersyteckim, stając się prawdopodobnie pionierem we współpracy nauki z przemysłem. W swoich próbach borykał się z licznymi problemami, m.in. korodującym metalem i przeciekami, ale impregnując parafiną węglowy pręt, opracował w 1885 lub 1887 r. suchą baterię, jednak nie opatentował jej do 1892 r. (japoński patent nr 2086). W związku z czym pierwszy patent na baterię w ogóle uzyskał w Japonii Ichisaburō Takahashi, natomiast na Zachodzie suchą baterię wynaleźli w 1888 r. Carl Gassner w Niemczech i Frederik Hellesen w Danii.
W 1893 r. bateria projektu Yai została zainstalowana w sejsmografie budowanym na Tokijskim Uniwersytecie Cesarskim, a następnie zaprezentowana na Światowej Wystawie Kolumbijskiej w Chicago (World's Columbian Exposition EXPO 1893), gdzie przyciągnęła sporą uwagę, po czym urządzenie trafiło do Smithsonian Institution. 
W czasie wojny chińsko-japońskiej w 1894 r. gazety poświęciły specjalny numer opisom sukcesów japońskich w mroźnej Mandżurii, odnoszonym dzięki suchym bateriom pomysłu Yai, które stosowano do zasilania telegrafów. 
W 1910 r. Sakizō Yai założył fabrykę w Tokio, która w 1921 r. była już największa w Japonii, jednak dwa lata później została całkowicie zniszczona w czasie trzęsienia ziemi. Po tym zdarzeniu Yai odbudował swoją fabrykę w Kawasaki. Produkty Yai pokonały zagraniczną konkurencję i zdominowały japoński rynek suchych baterii, przynosząc mu tytuł króla tej branży.
W 1927 r. zachorował na raka żołądka, do którego dołączyło ostre zapalenie płuc. Zmarł w wieku 63 lat, a firma nie przetrwała jego śmierci.